# Микеладзе, Григорий Семёнович
Князь Григорий (Григор) Семёнович (Симонович) Микеладзе (англ. Grigor Mikeladze; 1898 — 1955) — русский и иранский военный деятель, представитель древнего грузинского аристократического рода.

## Биография
Родился в 1898 году в дворянской семье.
После обучения в Императорской кавалерийской школе в Тбилиси, поступил в русскую армию. После того, как его брат Константин был убит во время службы в иранской армии курдскими боевиками, Григорий эмигрировал из России в Иран, где был принят в иранскую армию с сохранением российского чина старшего лейтенанта. Был командирован в Тебриз для борьбы с курдами, противостоящими правительству Азербайджана в 1918—1922 годах.
В 1930 году, по приказу шаха Реза Пехлеви и просьбе посла Хасана Арфы, князь Григор Микеладзе был переведён из Тебриза в Тегеран, где в течение нескольких лет служил в подразделении Pahlavi Guards Cavalry Regiment. Затем был назначен командиром Hamleh Regiment at Mehrabad. Находясь на службе в иранской армии, Микеладзе продвигался по служебной лестнице и был произведён в чин полковника, весьма высокое звание христианина в иранской армии.
17 сентября 1941 года советские и британские войска перешли иранскую границу и оккупировали Иран. По просьбе Хасан Арфа и поддержке Реза Пехлеви, для обеспечения безопасности, Микеладзе был переведен в Исфахан, так как иранские руководители, высоко ценившие заслуги полковника, опасались его ареста советскими властями.
После окончания Второй мировой войны, Григор Микеладзе продолжал жить в Иране. Когда в 1951 году Хусейн Ала (Hosein Alā) стал премьер-министром Ирана, он предложил Микеладзе должность министра дорог и связи. Хасан Арфа тоже просил его занять этот пост. В конце-концов Григор Микеладзе оставил службу в армии и занялся гражданской деятельностью.
Князь Григор был женат на грузинской красавице по имени Елена (Yelena (Lola) KhanPira, 1900—1932). У них было четверо дочерей:
Irina Mikeladze, Pariani (1925—1987); Moora Mikeladze, Parsa (1927—2008); Eya Mikeladze, Toossi (1929—?) и Etery Mikeladze, Shartooni (1920—1957).
Григор Микеладзе скончался от сердечного приступа в 1955 году и был похоронен со всеми воинскими почестями. Его могила находится на кладбище Doulab Cemetery в Тегеране, где покоится и его жена.